# Dolores Costa
Facunda Dolores Costa Brizuela (Buenos Aires, Argentina, 27 de noviembre de 1831 – Buenos Aires, 8 de noviembre de 1896) fue esposa del expresidente de Argentina Justo José de Urquiza.
Fue hija de Cayetano Costa y Micaela Brizuela. Conoció a Urquiza, con quien tuvo 11 hijos, en una fiesta en Gualeguaychú en la que el invitado de honor era Domingo Faustino Sarmiento.
En 1855 se casó con Urquiza, pero no se cumplieron algunos requisitos canónicos, por lo cual tuvieron que revalidar la boda diez años después. Acompañó al presidente en numerosos actos oficiales y protocolarios.
La boda fue celebrada el 23 de abril de 1865 en la parroquia Inmaculada Concepción, de Concepción del Uruguay.
Luego de haber sido asesinado su marido, se mudó desde el Palacio San José ―residencia familiar durante los últimos años de la vida de Urquiza― a Buenos Aires, donde falleció en 1896. 
Fue una de las más grandes mujeres de la Argentina, ella, luego de la muerte de su esposo se encargó de sus actividades económicas, militares y sociales. Fundó pueblos, financió iglesias, escuelas, etc. le dio hogar a miles de inmigrantes.